# James Keller
James Keller (Oakland, 27 giugno 1900 – New York, 7 febbraio 1977) è stato un presbitero e missionario statunitense.

## Biografia
Figlio di immigrati irlandesi, Keller maturò la vocazione religiosa dopo un breve periodo trascorso nell'Esercito statunitense ed entrò nel seminario di Menlo Park. Ispirato dai contatti avuti con i religiosi Thomas Frederick Price e James Anthony Walsh, nel 1921 si trasferì a Ossining nel seminario della Società per le missioni estere degli Stati Uniti d'America, nota come Società di Maryknoll. Nel 1922 trascorse il periodo estivo al St Vincent's Hospital, Manhattan per acquisire le conoscenze mediche di base necessarie ad un'attività missionaria in zone prive di strutture mediche. Ordinato diacono nel 1923, proseguì gli studi all'Università Cattolica d'America, ottenendo il bachelor in teologia nel 1924 e il master in storia nel 1925; nello stesso anno fu ordinato prete. In attesa di una successiva assegnazione gli fu chiesto di rimanere in California, diventando il primo prete della Società di Maryknoll nella costa ovest degli USA. Keller non fu mai inviato in missione all'estero e trascorse i vent'anni successivi alla sua ordinazione sacerdotale effettuando iniziative di promozione cristiana prima in California e poi a New York. Nel 1945, dopo la fine della seconda guerra mondiale, Keller fondò l'organizzazione cristiana The Christophers, che aveva lo scopo di aiutare la gente a scoprire i talenti ricevuti da Dio utilizzandoli per costruire un mondo migliore. L'organizzazione era di ispirazione cattolica ma predicava la tolleranza religiosa ed aveva scopi ecumenici, essendo indirizzata ai bisogni di tutti gli americani, inclusi i protestanti e gli individui che non avevano collegamenti con le religioni organizzate. L'organizzazione ha cominciato a realizzare libri e programmi radiofonici e nel 1949 ha istituito il Christopher Award, premio per scrittori di libri e produttori e direttori di film e programmi radiofonici e televisivi che affermavano “i più alti valori dello spirito”. Dal 1952 l’organizzazione ha realizzato anche un programma televisivo, trasmesso fino alla metà degli anni sessanta dalla rete televisiva ABC e successivamente da varie televisioni locali. Nel 1969 Keller si è ritirato dalla direzione dell'organizzazione per motivi di salute ed è stato sostituito da padre Richard Armstrong.

## Libri pubblicati
- You can change the world, St Pauls, 2006